# Lețcani
Leţcani é uma comuna romena localizada no distrito de Iaşi, na região de Moldávia. A comuna possui uma área de 58.55 km² e sua população era de 6805 habitantes segundo o censo de 2007.